# Mixodusa bocquilloni
Mixodusa bocquilloni är en insektsart som först beskrevs av Boris Petrovich Uvarov 1917.  Mixodusa bocquilloni ingår i släktet Mixodusa och familjen vårtbitare. Inga underarter finns listade i Catalogue of Life.